# HK Kryzjynka Kompanion
HK Kryzjynka Kompanion (ukrainska: Хокейний клуб Крижинка Компаньйон, ryska: Хокейний клуб Льдинка Компаньон) är en ishockeyklubb från Kiev, Ukraina.

## Historik

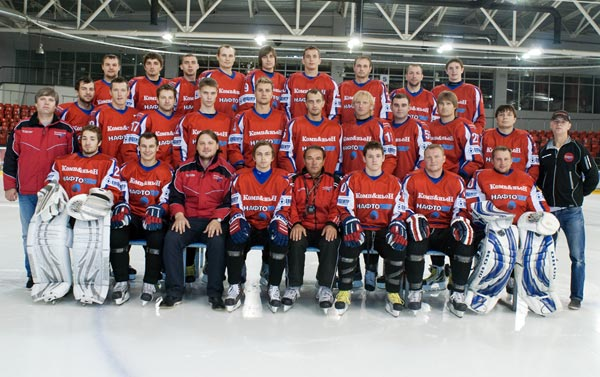
Kompanion-Naftogaz lagfoto från år 2011

Klubben bildades år 2000 som HK Kiev och deltog ifrån år 2001 i Ukrainska mästerskapet i ishockey. Under åren 2010 till 2015 var Naftogaz klubbsponsor, därav det dåvarande namnat HC Kompanion-Naftogaz. Klubben spelade i ligan till och med säsongen 2013/2014 då man slutade som mästare.
Efter ett års frånvaro återanslöt klubben till ligan inför säsongen 2015/2016, och slutade då på sjunde och näst sists plats i grundserien.

## Meriter
Ukrainska mästare i ishockey: (1) 2014